# Morti nel 1521
| Questa pagina contiene informazioni ricavate automaticamente dalle voci biografiche con l'ausilio del template Bio e di un bot. L'aggiornamento è periodico e automatico e ricostruisce completamente la pagina. Se manca una persona in questa lista, sei pregato di non aggiungerla, ma accertati piuttosto che la sua voce biografica contenga il template Bio e che i dati anagrafici siano correttamente compilati. Se il template Bio manca, inseriscilo tu stesso o, in alternativa, metti l'avviso {{tmp\|Bio}} che ne segnala la mancanza. Se i dati riportati sono sbagliati, correggi direttamente la voce biografica; le modifiche saranno visibili in questa lista entro pochi giorni. Per chiarimenti vedi il progetto biografie. La lista contiene solo le 69 persone che sono citate nell'enciclopedia e per le quali è stato implementato correttamente il template Bio. Pagina aggiornata al 26 giu 2025. |

## Gennaio(3)
- 6 gennaio - Guillaume de Croÿ, arcivescovo cattolico e cardinale francese (n. 1498)
- 10 gennaio - Fabrizio del Carretto, italiano (n. 1455)
- 21 gennaio - Henning Göde, giurista tedesco

## Marzo(3)
- 7 marzo - Benedetto Buglioni, scultore italiano (n. 1461)
- 15 marzo - Giovanni II di Kleve, nobile tedesco (n. 1458)
- 16 marzo - Martin Waldseemüller, cartografo e umanista tedesco (n. 1470)

## Aprile(3)
- 20 aprile - Zhengde, imperatore cinese (n. 1491)
- 27 aprile - Ferdinando Magellano, esploratore e navigatore portoghese (n. 1480)
- 28 aprile - Susanna di Borbone, nobildonna (n. 1491)

## Maggio(10)
- 1º maggio - Duarte Barbosa, esploratore e scrittore portoghese (n. 1480)
- 1º maggio - Juan Serrano, esploratore portoghese
- 4 maggio - Angela Borgia, nobildonna italiana (n. 1486)
- 4 maggio - Pedro de Córdoba, religioso e missionario spagnolo (n. 1482)
- 10 maggio - Sebastian Brant, umanista, poeta e giurista tedesco (n. 1458)
- 13 maggio - Andrea Novelli, vescovo cattolico italiano
- 17 maggio - Edward Stafford, III duca di Buckingham, nobile britannico (n. 1478)
- 19 maggio - Ludovico Camposampiero, ambasciatore e condottiero italiano
- 23 maggio - Thomas Stanley, II conte di Derby, nobile britannico
- 28 maggio - Guglielmo di Croÿ, nobile (n. 1458)

## Giugno(4)
- 11 giugno - Tamás Bakócz, cardinale e arcivescovo cattolico ungherese (n. 1442)
- 21 giugno - Leonardo Loredan, doge (n. 1436)
- 25 giugno - Cristoforo Caselli, pittore italiano
- 29 giugno - Francesco Conti, cardinale e arcivescovo cattolico italiano

## Luglio(2)
- 8 luglio - Jorge Álvares, esploratore portoghese
- 9 luglio - Raffaele Riario, cardinale italiano (n. 1461)

## Agosto(4)
- 4 agosto - Riccio da Parma, condottiero italiano
- 27 agosto - Carlo II di Cleves Nevers, nobile francese
- 27 agosto - Josquin Desprez, compositore fiammingo
- 30 agosto - Pier Maria Scotti, nobile e avventuriero italiano

## Settembre(3)
- 11 settembre - François de Pontbriand, nobile francese
- 15 settembre - Basarab V Neagoe, principe (n. 1459)
- 15 settembre - François Du Puy, monaco cristiano, teologo e giurista francese (n. 1450)

## Ottobre(4)
- 9 ottobre - Enea Furlano da Cavriana, condottiero italiano
- 22 ottobre - Johannes Pfefferkorn, scrittore tedesco (n. 1469)
- 22 ottobre - Edward Poynings, militare britannico (n. 1459)
- 24 ottobre - Robert Fayrfax, compositore inglese (n. 1464)

## Novembre(3)
- 2 novembre - Margherita di Lorena, principessa francese (n. 1463)
- 11 novembre - Cristoforo Pallavicino, condottiero italiano
- 25 novembre - Calimerio da Montechiaro, religioso italiano (n. 1440)

## Dicembre(5)
- 1º dicembre - Marcello Adriani, umanista e politico italiano (n. 1464)
- 1º dicembre - Papa Leone X, papa, vescovo cattolico e cardinale italiano (n. 1475)
- 8 dicembre - Cristina di Sassonia, principessa (n. 1461)
- 13 dicembre - Manuele I del Portogallo, re portoghese (n. 1469)
- 21 dicembre - Domenico Spadafora, religioso italiano (n. 1450)

## Senza giorno specificato(25)
- Andrea Alpago, medico e arabista italiano (n. 1450)
- Andrea d'Assisi, pittore italiano (n. 1480)
- Ginevra de' Benci, nobildonna italiana (n. 1457)
- Jean Bourdichon, pittore e miniatore francese (n. 1457)
- Adriano Castellesi, cardinale, vescovo cattolico e umanista italiano (n. 1461)
- Beatriz Enríquez de Arana, spagnola (n. 1465)
- Pema Lingpa, religioso bhutanese (n. 1450)
- Antonio Lucifero, vescovo cattolico italiano
- Aulo Giano Parrasio, filosofo, umanista e scrittore italiano (n. 1470)
- Juan Ponce de León, condottiero spagnolo (n. 1460)
- Pietro Rosselli, architetto italiano (n. 1474)
- Troilo I de' Rossi, condottiero italiano
- Pedro de Santarém, giurista portoghese (n. 1460)
- Claudio di Savoia-Racconigi, marchese (n. 1445)
- Francisco Serrão, esploratore portoghese
- Ippolita Sforza, italiana (n. 1481)
- Guido Postumo Silvestri, filosofo, poeta e medico italiano (n. 1479)
- Alessandro Trivulzio, condottiero italiano
- Jakob Ulvsson, arcivescovo cattolico svedese
- Francesco Verla, pittore italiano (n. 1470)
- Wolfgang von Graben, nobile e militare austriaco
- Gruffydd ap Rhys ap Thomas, militare gallese (n. 1478)
- Bernardino da Bissone, scultore italiano
- Elisabetta da Montefeltro, nobile (n. 1462)
- Rui de Pina, storico e diplomatico portoghese (n. 1440)